# Liste der Naturdenkmale in Morbach
Die Liste der Naturdenkmale in Morbach nennt die im Gemeindegebiet von Morbach ausgewiesenen Naturdenkmale (Stand 11. März 2024).

## Naturdenkmale
| Nr.         | Bezeichnung             | Lage                                                                | Beschreibung                                | Bild                                    |
| ----------- | ----------------------- | ------------------------------------------------------------------- | ------------------------------------------- | --------------------------------------- |
| ND-7231-431 | Linde                   | Bischofsdhron, Paulinusstraße, vor Nr. 21 Lage                      | Tilia cordata                               | Direkt Bild zu diesem Denkmal hochladen |
| ND-7231-432 | Königsbaum              | Gonzerath, nordwestlich des Ortes; Abteilung Krauwald Lage          | Fagus sylvatica                             | Fotos hochladen                         |
| ND-7231-434 | Stechpalmenbestand      | Haag, nördlich des Ortes; Abteilung Emmelsbesch Lage                | Ilex aquifolium; flächenhaftes Naturdenkmal | Direkt Bild zu diesem Denkmal hochladen |
| ND-7231-435 | Graue Lei               | Heinzerath, nordöstlich des Ortes; Abteilung Wackenbesch Lage       | Quarzitfelsen                               | Direkt Bild zu diesem Denkmal hochladen |
| ND-7231-436 | Zwei Linden             | Heinzerath, Petrusstraße, vor Nr. 22 Lage                           | Tilia sp., zwei Bäume                       | Direkt Bild zu diesem Denkmal hochladen |
| ND-7231-437 | Zwei alte Eichen        | Hundheim, nördlich des Ortes; Flur Im Bruche Lage                   | Quercus sp., zwei Bäume                     | Direkt Bild zu diesem Denkmal hochladen |
| ND-7231-438 | Der Hunolstein          | Hunolstein, bei Nr. 140 Lage                                        | Quarzitfelsen                               | Fotos hochladen                         |
| ND-7231-443 | Stein                   | Morscheid-Riedenburg, südöstlich des Ortes; Abteilung Im Stein Lage | Quarzitfelsen                               | Direkt Bild zu diesem Denkmal hochladen |
| ND-7231-445 | Alte Eiche „Auf Unnert“ | Rapperath, nördlich des Ortes; Abteilung Merelsdriesch Lage         | Quercus sp.                                 | Direkt Bild zu diesem Denkmal hochladen |
| ND-7231-446 | Linde                   | Wederath, Keltenstraße, bei Nr. 45 Lage                             | Tilia sp.                                   | Direkt Bild zu diesem Denkmal hochladen |
| ND-7231-527 | Alte Eiche              | Rapperath, nördlich des Ortes; Abteilung Vor dem Friedwald Lage     | Quercus sp.                                 | Direkt Bild zu diesem Denkmal hochladen |
| ND-7231-528 | Rapperather Wacken      | Rapperath, nordwestlich des Ortes; Flur Rapperather Wacken Lage     | Quarzitfelsen                               | Direkt Bild zu diesem Denkmal hochladen |

## Ehemalige Naturdenkmale
| Nr. | Bezeichnung                     | Lage                                                                | Beschreibung | Bild                                    |
| --- | ------------------------------- | ------------------------------------------------------------------- | --- | --------------------------------------- |
|     | Steilbaumslinde beim Kapellchen | Merscheid, südwestlich des Ortes an der K 80 Lage                   | Tilia sp.; Rechtsverordnung aufgehoben                                                                                                   | Direkt Bild zu diesem Denkmal hochladen |
|     | Richterborn                     | Haag, nördlich des Ortes; AbteilugnEmmelsbesch Lage                 | gefasste Quelle; Rechtsverordnung aufgehoben                                                                                             | Direkt Bild zu diesem Denkmal hochladen |
|     | Hilsbruch                       | Morscheid-Riedenburg, südöstlich des Ortes; Abteilung Hochwald Lage | Hangmoor; flächenhaftes Naturdenkmal, ca. 6,8 ha; Rechtsverordnung aufgehoben, jetzt Naturschutzgebiet                                   | Direkt Bild zu diesem Denkmal hochladen |
|     | Buche                           | Hundheim, innerorts                                                 | Fagus sylvatica; Rechtsverordnung aufgehoben                                                                                             | Direkt Bild zu diesem Denkmal hochladen |
|     | Palmbruch                       | Morbach, westlich der Stadt Lage                                    | Hangmoor; flächenhaftes Naturdenkmal, ca. 7,4 ha; Rechtsverordnung aufgehoben, jetzt Teil des Naturschutzgebiets Hangbrücher bei Morbach | Direkt Bild zu diesem Denkmal hochladen |
|     | Oberschockelbruch               | Morbach, westlich der Stadt Lage                                    | Hangmoor; flächenhaftes Naturdenkmal, ca. 1 ha; Rechtsverordnung aufgehoben, jetzt Teil des Naturschutzgebiets Hangbrücher bei Morbach   | Direkt Bild zu diesem Denkmal hochladen |
|     | Bruch an Gilleswies             | Morbach, westlich der Stadt Lage                                    | Hangmoor; flächenhaftes Naturdenkmal, ca. 2 ha; Rechtsverordnung aufgehoben, jetzt Teil des Naturschutzgebiets Hangbrücher bei Morbach   | Direkt Bild zu diesem Denkmal hochladen |
|     | Geschützte Eiche                | Merscheid, nordwestlich des Ortes Lage                              | Quercus sp.; Rechtsverordnung aufgehoben                                                                                                 | Direkt Bild zu diesem Denkmal hochladen |
|     | Baumgruppe                      | Rapperath, Am großen Herrgott Lage                                  | Acer pseudoplatanus, Fraxinus sp., drei Bäume, Picea abies, fünf Bäume, Abies alba, zwei Bäume; Rechtsverordnung aufgehoben              | Direkt Bild zu diesem Denkmal hochladen |